# One Way Ticket (Neil Sedaka)
One Way Ticket (conosciuto anche come The Choo-Choo Train Song) è un brano musicale del cantante statunitense Neil Sedaka, lato B del singolo Oh! Carol del 1959 e incluso nel terzo album in studio Neil Sedaka Sings Little Devil and His Other Hits del 1961.

## Descrizione
Il brano è stato scritto da Jack Keller e Hank Hunter e prodotto da Al Nevins. Nonostante non sia stato estratto come singolo, è riuscito a raggiungere la prima posizione in Belgio e in Giappone.

## Versione degli Eruption
Il gruppo musicale britannico Eruption ha realizzato una cover in chiave disco del brano, pubblicata nel gennaio 1979 come secondo estratto dal secondo album in studio Leave a Light.

### Tracce
7" (1979)
1. One Way Ticket – 3:35
2. Left Me in the Rain – 3:54

12" (1979)
1. One Way Ticket – 5:05
2. Left Me in the Rain – 3:54

CD (1994)
1. One Way Ticket (Radio Version) – 3:58
2. One Way Ticket (Club Mix) – 5:58
3. One Way Ticket (Never Return Mix) – 5:44
4. If I Loved You Less – 4:08

### Successo commerciale
Il singolo ha raggiunto la top ten della Official Singles Chart britannica e ha goduto di grande successo nei mercati europei e transoceanici, divenendo il maggior successo della band dopo la cover di I Can't Stand the Rain del 1978.

### Classifiche
| Classifica (1979)   | Posizione massima |
| ------------------- | ----------------- |
| Australia           | 10                |
| Austria             | 1                 |
| Belgio (Fiandre)    | 2                 |
| Francia             | 4                 |
| Germania            | 7                 |
| Irlanda             | 13                |
| Nuova Zelanda       | 32                |
| Paesi Bassi         | 5                 |
| Regno Unito         | 9                 |
| Stati Uniti (dance) | 30                |
| Svezia              | 8                 |
| Svizzera            | 1                 |